# Heinrich von Hennig (Politiker)

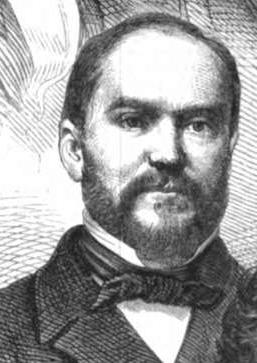
Heinrich von Hennig (1862)

Friedrich Heinrich Karl Ernst Ludwig von Hennig (* 18. Dezember 1818 in Marienwerder, Westpreußen; † 7. Januar 1869 auf Gut Dembowalonka, Landkreis Strasburg, Westpreußen) war ein deutscher Politiker und Gutsbesitzer in Preußen.

## Familie
Heinrich Hennig entstammte einer im 16. Jahrhundert in Plösen bei Leipzig ansässigen Familie und war der Sohn des königlich preußischen Justizrats Friedrich Gottlob Hennig, Gutsbesitzer auf Dembowalonka, der am 10. September 1840 in Königsberg i. Pr. mit Wappenbrief vom 25. September 1840 in Warschau in den preußischen erblichen Adelsstand erhoben worden war.
Heinrich von Hennig heiratete am 11. März 1851 in Elbing Mathilde Baum (* 22. Mai 1830 in Elbing; † 22. August 1906 in Gießen), die Tochter des Kommerzienrats Gottlieb Baum und der Mathilde Schwark. Aus dieser Ehe stammen seine drei Söhne Friedrich (Fritz) (1852–1907), Vater des Konteradmirals und Schachspielers Heinz von Hennig (1883–1947), sowie Heinrich (1859–1936) und Ewald von Hennig (1868–1937).

## Leben
Hennig studierte ab 1838 an der Rheinischen Friedrich-Wilhelms-Universität Rechtswissenschaft und Philosophie. Im selben Jahr wurde er im Corps Borussia Bonn recipiert. Er wechselte an die Friedrich-Wilhelms-Universität zu Berlin und die Universität Breslau. Ab 1842 war er als Auskultator in Plonchott im Kreis Briesen tätig. Gleichzeitig verwaltete er das väterliche Gut Dembowalonka, das er 1845 übernahm.
Vom 31. Mai 1848 bis zum 30. Mai 1849 war er als Abgeordneter für den 27. preußischen Wahlkreis Strasburg/Löbau Mitglied der Frankfurter Nationalversammlung, wo er dem Casino (Fraktion) und dem Landsberg (Fraktion) angehörte. 1862/63 gehörte er für die Deutsche Fortschrittspartei dem Preußischen Abgeordnetenhaus an.